# وليد عبد السلام
وليد عبد السلام (1956-)، مسرحيّ وموسيقيّ فلسطيني ولد في مدينة رام الله، تعلّم عزف العود والغناء، ودرس التمثيل والإخراج في جامعة القاهرة، وأتمّ تعليمه في بغداد. له العديد من الأغاني الوطنية التي عُرفت خلال الإنتفاضة الفلسطينية الأولى. يعتبر وليد عبد السلام أحد رواد الأغنية الوطنية المعاصرة، حيث لحن ما يزيد على 70 أغنية لعدد من الشعراء مثل محمود درويش، وتوفيق زياد وإبراهيم نصر الله، وسميح القاسم وسميح فرج، ويعقوب إسماعيل وأسعد الأسعد وغيرهم.

## إصداراته
صدر له عدد من الألبومات الغنائية هي:
- ننشد في الشوارع.
- من دار لـدار.
- سلام لولاد البلد.
- حكاية حب على أبواب القدس2010.
- شتي وزيـدي (أغان للأطفال).

- أغاني الإنتفاضة الأولى “إنتفاضة الحجارة” التي إندلعت العام 1987.

- ألبوم "نص نصيص" (حكايات شعبية للأطفال) و"حكايات من فلسطين" (قصص للكبار).
- أغاني للحرية.

## أغانيه
- لدى عبد السلام أغانٍ عدة من أشهرها (أغنية انزلنا ع الشوارع) وهي من ألحانه و كلمات أسعد الأسعد.

كلمات الأغنية:
نزلنـا ع الشـوارع رفعنـا الرايات
غنّينا لبلادي أحلى الأغنيات
أغـاني للحرّيّة للوحدة الوطنيّة
للحرب الشعبيّة طريق الانتصارات
للأرض بنغنّي وبنكتب أشعار
نرويها بدمانا وبنشـعلها نـار
وبنتحدّى المحتلّ بكاوشوك وحجار
ويكـتب التـاريخ
دروس في النضال
افرحي يا بلادي طلّوا ولاد زغـار
واعيين القضيـة بإيديهـم حجار
بتشرق منها الشمس
وبطلع ألف نهار
وبكتبوا يا بلادي
تاريخك بالنار.

## المشاركات الفنية
- مهرجان صفا للتراث والثقافة والفنون الذي أقامه مركز حنظلة الثقافي عام 1998.[8]